# Хашбраун
Ха́шбраун (англ. hash browns) — блюдо американской кухни, представляет собой мелко нарезанный или тёртый картофель, который обжаривается на сковороде, чаще всего в виде небольших оладий или котлет, иногда с добавлением лука. Является популярным блюдом для завтрака в Северной Америке и Великобритании, которое готовится как дома, так и в заведениях общественного питания, включая сети фастфуда. Выпускается также в замороженном, охлаждённом и даже дегидрированном виде.